# Téo & Téa
Téo & Téa är ett musikalbum av Jean Michel Jarre, utgivet 28 mars 2007. Albumet gavs ut i två versioner: en med bara en CD i och en med en CD och DVD. Ljudet på DVD:n är precis som på albumet AERO mixad i 5.1-ljud, avsedd för att spelas i hemmabioanläggningar.

## Låtlista

### CD-utgåvan
1. Fresh News
2. Téo & Téa
3. Beautiful Agony
4. Touch To Remember
5. Ok, Do It Fast
6. Partners In Crime 1
7. Partners In Crime 2
8. Chatterbox
9. In the Mood For You
10. Gossip
11. Vintage
12. Melancholic Rodeo
13. Téo & Téa – 4 00 Am

### DVD-utgåvan
DVD:n är mastrad i 5.1-ljud (Dolby Digital (448 kbit/s) och DTS (1536 kbit/s)) och är regionsfri.
1. Fresh News
2. Téo & Téa
3. Beautiful Agony
4. Touch To Remember
5. Ok, Do It Fast
6. Partners In Crime 1
7. Partners In Crime 2
8. Chatterbox
9. In the Mood For You
10. Gossip
11. Vintage
12. Melancholic Rodeo
13. Téo & Téa – 4 00 Am

Bonusmaterial
1. Téo & Téa (high definition-video (Windows Media Video 9 Advanced Profile med upplösningen 1280×720 samt QuickTime); 3.26)
2. Téo & Téa (video; 3.26)